# Clytosemia
Clytosemia is een kevergeslacht uit de familie van de boktorren (Cerambycidae). De wetenschappelijke naam van het geslacht werd voor het eerst geldig gepubliceerd in 1884 door Bates.

## Soorten
Clytosemia omvat de volgende soorten:
- Clytosemia bicincta Gressitt, 1938
- Clytosemia pulchra Bates, 1884